# Grand Prix moto d'Ulster 1954
Le Grand Prix moto d'Ulster 1954 est la troisième manche du Championnat du monde de vitesse moto 1954. La compétition s'est déroulée le 24 et 26 juin 1954 sur le Circuit de Dundrod dans le Comté d'Antrim (Irlande). C'est la 26e édition du Grand Prix moto d'Ulster et la 6e édition comptant pour le championnat du monde.

## Résultats des 500 cm³
Devant initialement se courir sur 27 tours, la course est interrompue au bout de 15 tours et n'est pas classé pour le championnat du monde
| Pos | Pilote       | Moto   | Temps/Écart | Points |
| --- | ------------ | ------ | ----------- | ------ |
| 1   | Ray Amm      | Norton | ?           |        |
| 2   | Rod Coleman  | Norton | + ?         |        |
| 3   | Gordon Laing | Norton | + ?         |        |
| 4   | ...          | ...    | + ?         |        |

## Résultats des 350 cm³
| Pos | Pilote          | Moto   | Temps             | Points |
| --- | --------------- | ------ | ----------------- | ------ |
| 1   | Ray Amm         | Norton | 2 h 13 min 15 s 6 | 8      |
| 2   | Jack Brett      | Norton | +34 s 4           | 6      |
| 3   | Bob McIntyre    | AJS    | +47 s 4           | 4      |
| 4   | Gordon Laing    | Norton |                   | 3      |
| 5   | Leo Simpson     | AJS    |                   | 2      |
| 6   | Maurice Quincey | Norton |                   | 1      |
| 7   | ...             | ...    |                   |        |

## Résultats des 250 cm³
| Pos | Pilote              | Moto       | Temps             | Points |
| --- | ------------------- | ---------- | ----------------- | ------ |
| 1   | Werner Haas         | NSU        | 1 h 14 min 31 s 4 | 8      |
| 2   | Hans Baltisberger   | NSU        | +0 s 2            | 6      |
| 3   | Hermann Paul Müller | NSU        | +1 min 45 s 6     | 4      |
| 4   | Arthur Wheeler      | Moto Guzzi |                   | 3      |
| 5   | John Horne          | Rudge      |                   | 2      |
| 6   | Bob Geeson          | REG        |                   | 1      |
| 7   | ...                 | ...        |                   |        |

## Résultats des 125 cm³
| Pos | Pilote              | Moto      | Temps           | Points |
| --- | ------------------- | --------- | --------------- | ------ |
| 1   | Rupert Hollaus      | NSU       | 1 h 09 min 20 s | 8      |
| 2   | Hermann Paul Müller | NSU       | +29 s           | 6      |
| 3   | Hans Baltisberger   | NSU       | +1 min 03 s     | 4      |
| 4   | Werner Haas         | NSU       |                 | 3      |
| 5   | Cecil Sandford      | MV Agusta |                 | 2      |
| 6   | Angelo Copeta       | MV Agusta |                 | 1      |
| 7   | ...                 | ...       |                 |        |

## Résultats des side-cars
| Pos | Pilote           | Passager           | Moto   | Temps         | Points |
| --- | ---------------- | ------------------ | ------ | ------------- | ------ |
| 1   | Eric Oliver      | Les Nutt           | Norton | 58 min 10 s   | 8      |
| 2   | Cyril Smith      | Stanley Dibben     | Norton | +28 s 2       | 6      |
| 3   | Wilhelm Noll     | Fritz Cron         | BMW    | +1 min 24 s 4 | 4      |
| 4   | Fritz Hillebrand | Manfred Grunwald   | BMW    |               | 3      |
| 5   | Walter Schneider | Hans Strauß        | BMW    |               | 2      |
| 6   | Jacques Drion    | Inge Stoll-Laforge | Norton |               | 1      |
| 7   | ...              | ...                | ....   |               |        |